# بيرا البرشلوني
بيرا (بالكتالونية: Berà)‏  (توفي 844) هو أول كونت لبرشلونة منذ عام 801 حتى عزله سنة 820. وكان أيضًا كونت رازيس وكونفلنت من عام 790، وكونت جرندة وبيسالو من عام 812 (أو 813 أو 817) حتى عزله. في عام 811، كما شهد وصية شارلمان الأخيرة.

## أصله
أصول بيرا غير معروفة، على الرغم من أنه على الأرجح قوطي .  تشير روايات أخرى أنه كان أحد أبناء ويليام جيلوني ، كونت تولوز وابن عم شارلمان ، على الرغم من أن ذلك يناقض وصية ويليام سنة 804 على العموم في عام 790، مُنح بيرا منصب حاكم مقاطعات رازيس وكونفلنت، ربما من قبل ويليام. مُنحت مقاطعات روسيون (مع باغ فاليسبير ) وإمبوريز لابن ويليام غوسيلم.
في عام 796، حاول سعدون الرعيني ، والي برشلونة ، التمرد على الحكم بن هشام ، أمير قرطبة . في أبريل 797، سافر إلى آخن وأعلن ولائه لشارلمان مقابل أن يساعده في تمرده.قام شارلمان باجتماعًفي تولوز في ربيع عام 800 وافق على إرسال ابنه لويس الورع إلى برشلونة.
ضم الجيش عددًا من النبلاء، من بينهم روستاني الجرندي ، وأديمار الأربوني ، ووليام الطولوشي. لكن سعدون غير رأيه وعاد للولاء لقرطبة فاضطرت قوات الفرنجة أن تحاصر برشلونة حصارا شديدا تضور فيها سكانها جوعا فأراد سعدون التوجه لقرطبة لطلب المدد إلا أن الفرنجة أسروه، فقام سكان المدينة القوط  بتعيين هارون واليا جديدا إلا أنه مع طول الحصار استسلمت المدينة يوم السبت 3 أبريل 801. دخل لويس المدينة في اليوم التالي. بعد فترة وجيزة، عين بيرا، الذي كان جزءًا من الجيش المحاصر، كأول كونت لبرشلونة.

## غزواته في نهر الإبرة

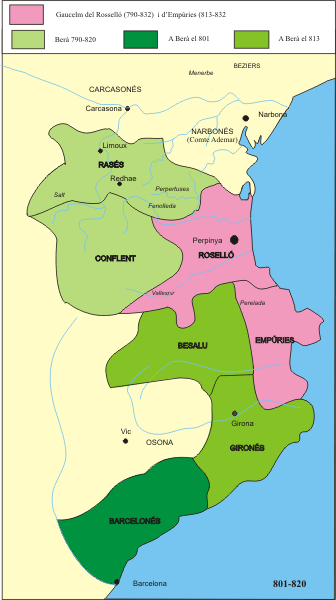
إقليم بيرا المتغير طوال فترة حكمه.

شارك بيرا في حملات الفرنجة في 804 و808 و809 لتوسيع الحدود الجنوبية للثعر القوطي حتى نهر الإبرة الذي كان يُنظر إليه على أنه حاجز طبيعي يمكن من خلاله الدفاع على جدود بلاد الفرنجة. وكان ذلك على الرغم من أن والدته القوطية حثته على مسالمة إمارة قرطبة.

### الحملة الأولى
في عام 804، قاد لويس الورع جيشًا إلى طركونة . في سانتا كولوما ، انقسم الجيش إلى قسمين. سار لويس بفرقته مباشرة إلى طرطوشة بينما قام الجزء الآخر بقيادة بيرا وأديمار وبوريل الأوسوني بتغطية الجناح الغربي لجيش لويس وهاجم طرطوشة من الجنوب. ثم عرج بجيشه بعد أن عبر  نهر إيبرو إلى نهر سينكا . ذهب الجيش إلى فيلا روبيا قبل أن يُجبر على العودة إلى فاليس إيبانا (فاليبونا الحديثة)، بالقرب من موريلا. ثم انضم مرة أخرى إلى القوات التي يقودها لويس والتي قامت بحصار طرطوشة دون جدوى. ثم انسحب إلى برشلونة .

### الحملات الثانية والثالثة
في عام 808، أرسل شارلمان مندوبه إنجوبير إلى طولوشة للقاء لويس والاستعداد لرحلة استكشافية أخرى جنوبًا. كانت الخطة هي اتباع نفس التكتيكات سنة 804. ولكن كان مصير الحملة الفشل.
في عام 809، قاد لويس حملته الأخيرة كملك أقطانيا في الثغر القوطي . هذه المرة، كان مجهزا بآلات الحصار ، وقد حاصر طرطوشة لمدة أربعين يومًا. إلا أن أمير قرطبة الجديد، عبد الرحمن الأوسط ، واجه المحاصرين بجيش. يسجل المقري انتصار المسلمين، بينما يذكر أسترونوموس ببساطة أن المحاصرين عرضوا على لويس مفاتيح المدينة، وبعد رضاه، رفع ملك أفيطانيا حصاره وغادر.

## الهدنة الأولى
بناءً على نصيحة والدته، وبدعم من سكان المدينة الحريصين على استمرار العلاقات السلمية مع المسلمين، سعى بيرا إلى إقامة هدنة إذ كان هو نفسه مؤيدا لها  لأنه رأى أن ذلك سيسمح له بتعزيز سلطته في ممتلكاته الجديدة. فوقع البلاط الفرنجي في نهاية المطاف على معاهدة سلام مدتها ثلاث سنوات مع خلافة قرطبة في عام 812.
توفي والد بيرا في 18 مايو 812 وبذلك صار كونت رازيس وكونفلنت.  ولكمه فضل إعطاء منصب حاكم المقاطعات لابنه غيليموندوس .

## الهدنة الثانية والسقوط
حوالي عام 813، توفي الكونت أوديلو كونت جرندة وبيسالو قانتقلت هذه المقاطعات إلى بيرا.
وفي عام 815 انكسرت الهدنة مع المسلمين واستؤنفت الحرب معهم. إذ هاجم جيش المسلمين بقيادة عبد الله البلنسي عم الأمير الحكم بن هشام برشلونة. ومع ذلك، تم صد الهجوم من قبل جيش من المرتزقة القوط. زاد هذا الانتصار من هيبة بيرا، التي تحسنت علاقاتها مع نبلاء القوط. في نوفمبر 816، سافر والي سرقسطة إلى آخن وتفاوض على هدنة جديدة مدتها ثلاث سنوات، والتي تمن المصادقة في فبراير 817.
ومع ذلك، على الرغم من محاولات تأمين التحالفات في بنبلونة ، ظل الباسك متحالفين مع عائلة بنو قسي المتمركزة في نهر الإبرة. مستمرين في تحدي سلطة الفرنجة، كما أن كونت أراغون تحالف مع البشكنج. ادعى كل من غوسيلم وشقيقه برنارد أن الهدنة التي روج لها بيرا كانت ضد المصالح الفضلى للإمبراطورية وعرقلت محاولات السيطرة على الباسك.
في فبراير 820، انعقدت جمعية عمومية في آخن وحضرها بيرا. أرسل جوسيلم وملازمه القوطي سانيلا مكانه، الذي اتهم بيرا بالخيانة والغدر. وتمت تسوية الدعوى، كما جرت العادة في تلك الحقبة، عن طريق مبارزة في القصر. هُزم بيرا على يد سانيلا وفقد كل ممتلكاته.  ومع ذلك، قام الإمبراطور لويس الأول، الذي لم يعتقد بخيانته، بتخفيف عقوبة الإعدام إلى النفي إلى روان فقط . وبقي هناك حتى وفاته عام 844. وقد خلفه رامبون في منصب كونت برشلونة.